# Chung Jong Hwan
Chung Jong Hwan é o Ministro de Território, Transportes e Assuntos Marítimos da República da Coréia desde Fevereiro de 2008, do governo do Presidente Lee Myung Bak.